# (35688) 1999 CD10
1999 CD10 (asteroide 35688) é um asteroide da cintura principal. Possui uma excentricidade de 0.06168000 e uma inclinação de 10.69517º.
Este asteroide foi descoberto no dia 15 de fevereiro de 1999 por Dennis K. Chesney em High Point.